# Lavaré
Lavaré ist eine französische Gemeinde mit 817 Einwohnern (Stand: 1. Januar 2022) im Département Sarthe in der Region Pays de la Loire. Sie gehört zum Arrondissement Mamers und zum Kanton Saint-Calais (bis 2015: Kanton Vibraye). Die Einwohner werden Lavaréens genannt.

## Geographie
Lavaré liegt etwa 30 Kilometer ostnordöstlich von Le Mans. Umgeben wird Lavaré von den Nachbargemeinden Bouër im Norden, Saint-Maixent im Norden und Nordosten, Lamnay im Nordosten, Vibraye im Osten, Semur-en-Vellon im Süden, Dollon im Westen und Südwesten sowie Le Luart im Westen und Nordwesten.

## Bevölkerungsentwicklung
| Jahr                      | 1962 | 1968 | 1975 | 1982 | 1990 | 1999 | 2006 | 2013 |
| Einwohner                 | 922  | 824  | 761  | 728  | 712  | 736  | 817  | 850  |
| Quelle: Cassini und INSEE |      |      |      |      |      |      |      |      |

## Sehenswürdigkeiten
- Kirche Saint-Pierre aus dem 11. Jahrhundert, Umbauten aus dem 16. Jahrhundert, Monument historique seit 2004

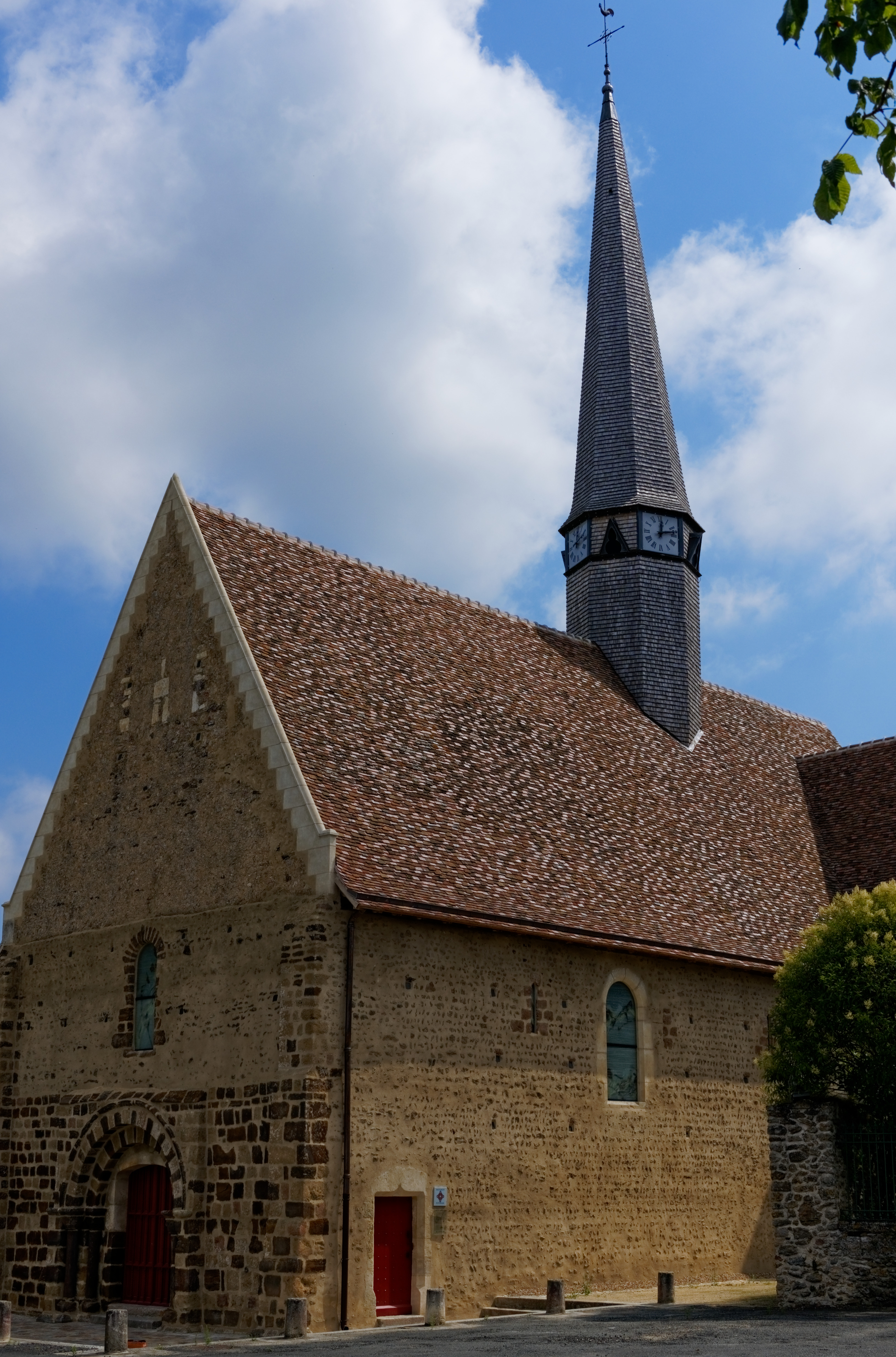
Kirche Saint-Pierre

## Gemeindepartnerschaften
Mit der britischen Gemeinde Old Catton in Norfolkshire (England) und der deutschen Gemeinde Wagenfeld in Niedersachsen (über den ehemaligen Kanton Vibraye) bestehen Partnerschaften. 